# 福島市立余目小学校
福島市立余目小学校（ふくしましりつ あまるめ しょうがっこう）は、福島県福島市にある公立小学校である。

## 概要
福島市街地北端、北信地区北西部を学区とし、学区中央部である宮代、沖高、下飯坂の境界付近に位置する。2021年5月1日現在、7学級140名の児童が在籍する。

## 沿革
- 1880年 - 宮代にある真言宗泉性院を借り受け宮代小学校として開校する。
- 1890年5月1日 - 余目尋常簡易小学校へ改称され、北矢野目と沖高に分校が置かれる。
- 1892年 - 余目尋常小学校に改称される。
- 1910年 - 現在地に移転新築される。
- 1925年 - 余目尋常高等小学校に改称される。
- 1941年4月 - 国民学校令施行により余目村国民学校へ改称される。
- 1947年4月 - 学校教育法施行により余目村立余目小学校へ校名が変更される。
- 1952年 - 木造新校舎が竣工する。
- 1954年3月 - 信夫郡余目村が福島市に編入合併されるのに伴い、福島市立余目小学校へ改称。また矢野目分校が、福島市立矢野目小学校として分離される。
- 1961年 - 校歌、創立記念日が制定される。
- 1963年 - 校章が制定され、校旗が作成される。完全給食が実施される。
- 1964年 - スクールコートが制定される。
- 1965年 - 水泳プールが竣工する。
- 1970年 - 鼓笛隊が結成される。
- 1980年
  - 1月30日 - 現在の校舎（RC造3階建）が竣工する。
  - 12月10日 - 屋内運動場（鉄筋鉄骨造平屋建）が竣工する。
- 1987年1月26日 - 屋内運動場の増築部分が竣工する。
- 1993年3月18日 - 水泳プール（25m×10m 6コース）が改築される。
- 2003年4月 - 情緒障害特殊学級開設[1]。
- 2015年 - 校舎の耐震工事とエアコンの設置が行われる。
- 2017年 - 校旗が新調される。
- 2019年 - 子供の読書活動優秀実践校として文部科学大臣表彰を受ける。
- 2020年3月4日 - この日から5月24日（3月24日～4月7日の春休み期間をはさむ）まで、新型コロナウイルス感染症対策に係る臨時休業[1]。
- 2021年4月 - 自閉症・情緒障がい特別支援学級開設[1]。

## 教育方針
教育目標
確かな学力と豊かな心をそなえ、夢に向かってたくましく生き抜く子どもの育成

## 学校行事
| - 4月 - 5月 - 6月 | - 7月 - 8月 - 9月 | - 10月 - 11月 - 12月 | - 1月 - 2月 - 3月 |

## 通学区域[2]
- 北信地区
  - 宮代
  - 沖高
  - 下飯坂

## 進学先中学校
- 福島市立北信中学校[3]

## 学校周辺
- 福島市消防団第13分団余目第2部屯所
- 福島市立余目保育所 - 進級前保育所のひとつ

## 交通
- JR東日本東北本線東福島駅から、徒歩15分[4]。
- 東北自動車道福島飯坂ICから、車で15分[4]。